# Иван Тодоров (Дедино)
Иван Траянов Тодоров е български революционер, деец на Вътрешната македоно-одринска революционна организация.

## Биография
Роден е през или около 1878 година в радовишкото село Дедино, тогава в Османската империя, днес в община Конче в Северна Македония. Завършва IV отделение. Занимава се със земеделие. Присъединява се към ВМОРО през 1903 година. Става четник при Коста Мазнейков и същата година участва в сражението на Смърдеш. След това сражение с една част от четата отстъпва на Готен, където групата е разбита в друго сражение с турски части и се разпръсква. Той се връща въкщи.
През 1910 година младотурците му поискват пушката, но той им отказва и затова е бит и осъден на 15 години затвор. Лежи 2 години в Родос. Със застъпничеството на руския консул, през 1912 година е освободен и след излизането от затвора заминава в България. В Балканската война през 1912 – 1913 година е доброволец в Македоно-одринското опълчение, в 3-та рота на 13-та кукушка дружина, и участва в сраженията при Малгара, Родосто, Дедеагач и други. В Междусъюзническата война през 1913 година участва в сражение със сръбски части на Султан тепе. Положението в родното му място, завладяно от Кралство Сърбия, не му позволява да се върне и се настанява в Струмица, тогава в Царство България, където остава до Първата световна война, при чието избухване през 1915 година се връща в родния си край с българските войски.
Оставя да живее в родния си край, вече в Кралство Югославия. През 1934 година, когато българските власти се опитват да разтурят ВМРО на тяхна територия, сръбските власти търсят пушка, бинокъл и дрехи при него, но след претърсването в къщата му не намират нищо и го бият, арестуват го, но след 20 дни го освобождават.
На 30 април 1943 година, като жител на Дедино, подава молба за българска народна пенсия, която е одобрена и пенсията е отпусната от Министерския съвет на Царство България.